# 盧伊斯卡蘭薩區
13°17′49″S 73°52′24″W / 13.2970°S 73.8733°W
盧伊斯卡蘭薩區（西班牙語：Distrito de Luis Carranza），是秘魯的一個區，位於該國中南部阿亞庫喬大區的拉馬爾省，始建於1963年12月11日，面積207.6平方公里，海拔高度2,952米，2005年人口2,455，人口密度每平方公里12人。